# Вуоттоярви
Ву́оттоя́рви (фин. Ala-Vuottojärvi) — озеро на территории Поросозерского сельского поселения Суоярвского района Республики Карелия.

## Общие сведения
Площадь озера — 8,4 км², площадь бассейна — 184 км². Располагается на высоте 180,8 метров над уровнем моря.
Форма озера лопастная. Берега каменисто-песчаные, изрезанные, частично заболоченные.
Через озеро протекает река Вуоттойоки, втекая в него на востоке из озера Юля-Вуоттоярви и вытекая на юго-западе в сторону озера Роуккенъярви.
В юго=западной оконечности озеро соединяется узким порожистым проливом с длинным и узким озером Куляярви (фин. Kyläjärvi).
С южной и юго-восточной стороны в озеро втекают три безымянных ручья. 
С северной стороны в озеро также втекают два безымянных ручья, доставляющие воды из ламбин Риколампи (фин. Riikolampi) и Юуриккалампи (фин. Juurikkalampi).
В озере расположены около шести островов, однако их количество может варьироваться в зависимости от уровня воды.
Код водного объекта в государственном водном реестре — 01050000111102000011424.